# Eulasiopalpus typicus
Eulasiopalpus typicus är en tvåvingeart som beskrevs av Charles Howard Curran 1947. Eulasiopalpus typicus ingår i släktet Eulasiopalpus och familjen parasitflugor. Inga underarter finns listade i Catalogue of Life.